# Лакат (мјера за дужину)
Лакат је стара мјера за дужину. Та је мјера равна растојању између лакта и врха испруженог средњег прста. Мјера није стопостотно тачна, а да би се добила приближна вриједност, узима се величина руке средње развијеног човјека. Као мјера, најдуже се задржао при градњи клачина. Није више у употреби.
Мјерење се врши тако што се на почетак постави лакат и испружи подлактица заједно са прстима, па гдје се завршава средњи прст ту се поново ставља лакат и тако редом док се не заврши мјерење. Јединица мјере је лакат, па зато морамо бројити колико смо пута премјештали подлактицу (нпр. шест лаката - подлактицу смо премјештали шест пута). Већином се ова дужина преносила на летвицу ради лакшег руковања.